# هورنی لودینیتسه
هورنی لودینیتسه (به چکی: Horní Loděnice) یک منطقهٔ مسکونی در جمهوری چک است که در ناحیه اولومووتس واقع شده‌است.
 هورنی لودینیتسه ۱۸٫۱۸ کیلومتر مربع مساحت و ۳۵۲ نفر جمعیت دارد و ۵۴۳ متر بالاتر از سطح دریا واقع شده‌است.